# Antymonit
Antymonit – pospolity minerał z grupy siarczków.
Nazwa pochodzi z gr. anthemon – kwiat; i z późnogrec. antimonion – wykwit, nawiązując do tworzonych przez niego przypominających kwiaty szczotek krystalicznych.

## Właściwości
Tworzy ponad sto form kryształów. Zazwyczaj ma postać wydłużonych słupów z charakterystycznymi zbrużdżeniami i częstymi zbliźniaczeniami. Występuje w formie skupień pręcikowych, igiełkowych, promienistych, włóknistych, ziarnistych i zbitych. Najlepiej wykształcone kryształy znajdowane są w druzach w formie szczotek. Ich długość dochodzi do kilkudziesięciu centymetrów. Jest miękki, giętki, nieprzezroczysty. Często pokryty niebieskawymi, czerwonawymi lub żółtawymi nalotami.
Podczas wietrzenia przekształca się w ochrę antymonową, kermesyt lub kwiat antymonowy.

## Występowanie
Powstaje w procesach hydrotermalnych. Występuje w żyłach kwarcowych oraz w osadach niektórych gorących źródeł mineralnych. 
Na świecie występuje w: Chinach – Jiangxi, Yunnan, Guangdong, Japonii – Sikoku, Algierii – Konstantyna, Boliwii, RPA, Borneo – Bau, Sarawak, Ukrainie – Nikitowka, Niemczech – Wolfsberg, Braunsdorf, Słowacji, Rumunii – Capnik, Baia Sprie, Chiusbaia, Włoszech – Gosseto, Francji, USA – Kalifornia i Meksyku.
W Polsce spotykany jest na Dolnym Śląsku. Został stwierdzony w Złotym Stoku (Góry Złote), Boguszynie, Radzinowicach, Bystrzycy Górnej oraz Miedziance.

## Zastosowanie
Jest główną rudą antymonu.
Stosowany do produkcji stopów;
w przemyśle gumowym, tekstylnym, szklarskim, ceramicznym; w medycynie.
Bywa używany do wyrobu kosmetyków, farb i sztucznych ogni.
Jest ceniony przez kolekcjonerów. Najwspanialsze okazy (do 60 cm długości) pochodzą z Japonii. Są tam używane do wyrobu ozdób, podstawek pod doniczki, niskich płotków wokół ogrodów.
W starożytności wyrabiano z niego kosmetyki oraz używano do leczenia oczu. W średniowieczu był wykorzystywany jako środek przeczyszczający i wymiotny.